# JPP
JPP ist eine finnische Folkband aus Kaustinen. Sie gilt als eine der einflussreichsten und bedeutendsten Bands des Genres in Finnland.

## Bandgeschichte
JPP wurde 1982 unter dem Namen Järvelän Pikkupelimannit (dt. Die kleinen Spielleute von Järvelä) gegründet. Den Durchbruch schaffte die Band, als sie noch im gleichen Jahr den ersten Platz bei einem nationalen Wettbewerb für Folkmusikgruppen in Mäntsäla gewannen. Dieser führte zu Auftritten überall in Finnland und kurz danach auch Schweden.
1983 veröffentlichte die Gruppe im Eigenverlag ihre erste EP mit acht traditionellen Liedern aus der Umgebung. Zudem nahmen sie erstmals an dem alljährlichen und international bekannten Folkmusik-Festival von Kaustinen teil. Durch eine Erweiterung der Band 1984 um Mauno Järvelä und Janne Virkkala erhöhte sich die Anzahl der Fiddle-Spieler auf fünf, was das Zusammenspiel verstärkte. Mittlerweile hatte die Band auch international Bekanntschaft errungen und spielte Konzerte in Portugal, Ägypten, Singapur, Thailand und Dänemark.
Die Aufnahmen zu ihrem Debütalbum, das neben Eigenkompositionen auch traditionelle Lieder und Stücke von Konsta Jylhä und Viljami Niittykoski enthielt, fanden 1985 statt. Im Februar 1986 veröffentlichten sie Laitisen mankeliska bei dem Label Olarin Musiikki, was ihnen beim Kaustinen-Folkfestival die Ernennung zur „Band des Jahres“ einbrachte. Im Jahr danach stellten sie bei dem Festival einen Weltrekord auf, indem sie über die Länge von einer Stunde und 32 Minuten ohne Pause eine Mitternachtsquadrille spielten.
Im Frühjahr 1988 erschien ihr Doppel-Album JPP, das unter anderem von der Tageszeitung Helsingin Sanomat zum „Album des Jahres“ ernannt und mit einem Anerkennungspreis der finnischen Rundfunkgesellschaft Yleisradio prämiert wurde. Etwa zu dieser Zeit änderten die Musiker, die anfangs im Alter zwischen 17 und 25 waren, den Bandnamen auf JPP, einerseits weil sie vom Alter her keine „kleinen Spielleute“ mehr waren, andererseits auch, weil es leichter auszusprechen war. Eine Tour durch die Schweiz, Deutschland und Schweden folgte.
Im Winter 1989 hatte JPP einen ersten Fernsehauftritt, als eines ihrer Konzerte in Kaustinen aufgenommen wurde. Daraufhin sendete sie Yleisradio als Repräsentant finnischer Folkmusik zu einem von der EBU veranstalteten Festival in Norwegen. Das Jahr wurde mit einem Auftritt beim Etnosoi!-Festival in Helsinki abgeschlossen.

## Diskografie
- 1983: Järvelän Pikkupelemannit (EP)
- 1986: Laitisen mankeliska
- 1988: JPP (2LP)
- 1990: I’ve Found a New Tango
- 1992: Pirun Polska
- 1993: Devil’s polska
- 1994: Kaustinen Rhapsody
- 1998: String Tease
- 1999: History (Kompilation)
- 2001: Huutokatrilli! (Mini-CD mit Tanzmusik)
- 2006: Artology

## Filmografie
- JPP: The Incredible Finn Band (Dokumentarfilm von Mirja Metsola, Teil der EBU-Musikserie “European Roots”[6])